# نغوين تاي لاك
نغوين تاي لاك (بالفيتنامية: Nguyễn Tài Lộc)‏ هو لاعب كرة قدم فيتنامي في مركز الوسط، ولد في 26 ديسمبر 1989 في فيتنام. لعب مع Long An FC ‏.

## وصلات خارجية
- نغوين تاي لاك على موقع قاعدة بيانات كرة القدم.إي يو (الإنجليزية)
- نغوين تاي لاك على موقع Soccerway.com (الإنجليزية)